# 1490 Limpopo
1490 Limpopo è un asteroide della fascia principale del diametro medio di circa 18,58 km. Scoperto nel 1936, presenta un'orbita caratterizzata da un semiasse maggiore pari a 2,3532153 au e da un'eccentricità di 0,1544512, inclinata di 10,01925° rispetto all'eclittica.
L'asteroide è dedicato all'omonimo fiume del Mozambico.